# قحز
القَحَز أو العَيْهَك (الاسم العلمي Euclea) وeukleia كلمة يونانية تعني «المجد والشهرة» ، مجموعة نباتات مزهرة من فصيلة الأبنوسية. وصفت على أنها جنس من قبل كارولوس لينيوس في عام 1774. يحوي الجنس القحز أشجار وشجيرات دائمة الخضرة، موطنها الأصلي أفريقيا، جزر القمر والجزيرة العربية. ويستخدم العديد من أنواعه في صناعة الأخشاب، مما ينتج أخشابًا صلبة وخشبية داكنة تشبه خشب الأبنوس.

## الأنواع
هناك نحو 16 إلى 18 نوعًا ضمن جنس القحز، بما في ذلك الأنواع التالية:
- Euclea acutifolia E.Mey. ex A.DC. – الكاب (مقاطعة)
- Euclea angolensis Gürke – أنغولا
- Euclea asperrima E.Holzh. – ناميبيا
- Euclea balfourii Hiern ex Balf.f.
- Euclea coriacea A.DC. – ليسوتو, جنوب أفريقيا
- Euclea crispa (Thunb.) Gürke – southern Africa
- Euclea dewinteri Retief – ليمبوبو
- Euclea divinorum Hiern – from إثيوبيا to كوازولو ناتال
- Euclea lancea Thunb. – الكاب (مقاطعة)
- Euclea laurina Hiern ex Balf.f.
- Euclea natalensis A.DC. – from الصومال to كوازولو ناتال
- Euclea neghellensis Cufod. – إثيوبيا
- Euclea polyandra (L.f.) E.Mey. ex Hiern – الكاب (مقاطعة)
- Euclea pseudebenus E.Mey. ex A.DC. – أنغولا, ناميبيا, الكاب (مقاطعة)
- Euclea racemosa L. – from مصر to الكاب (مقاطعة); جزر القمر, سلطنة عمان, اليمن
- Euclea sekhukhuniensis Retief, S.J.Siebert & A.E.van Wyk – مبومالانجا
- Euclea tomentosa E.Mey. ex A.DC. – الكاب (مقاطعة)
- Euclea undulata Thunb. – from زيمبابوي إلى كوازولو ناتال